# Harry Gilberg
Harry Gilberg (26 tháng 6 năm 1923 – 16 tháng 9 năm 1994) là một cầu thủ bóng đá người Anh thi đấu ở vị trí tiền đạo tầm xa. Ông có 135 lần ra sân ở Giải vô địch ở bóng đá Anh từ năm 1946 đến năm 1956, thi đấu cho 3 câu lạc bộ.

## Sự nghiệp
Sinh ra ở Tottenham, Gilberg là người Do Thái. Ông có 135 lần ra sân ở Football League cho Tottenham Hotspur, Queens Park Rangers và Brighton & Hove Albion.